# Desa Sebani (administrativ by i Indonesien, lat -7,52, long 112,32)
Desa Sebani är en administrativ by i Indonesien.   Den ligger i provinsen Jawa Timur, i den västra delen av landet, 600 km öster om huvudstaden Jakarta.